# Prorocopis melanochorda
Prorocopis melanochorda är en fjärilsart som beskrevs av Edward Meyrick 1897. Prorocopis melanochorda ingår i släktet Prorocopis och familjen nattflyn. Inga underarter finns listade i Catalogue of Life.

## Bildgalleri

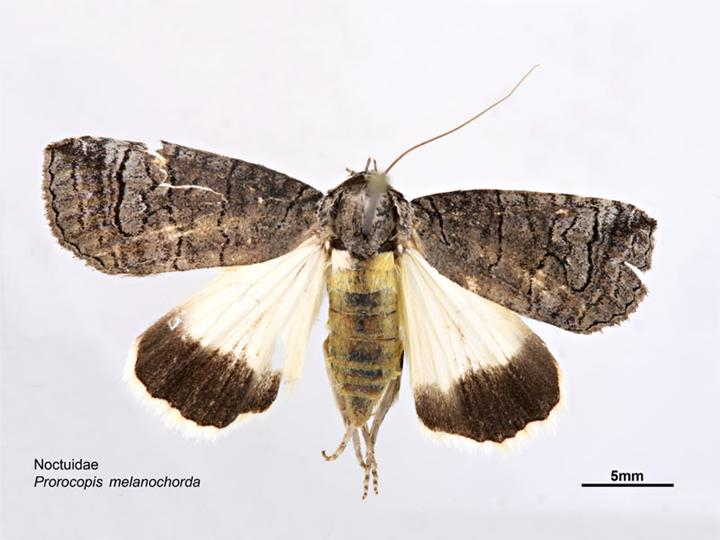
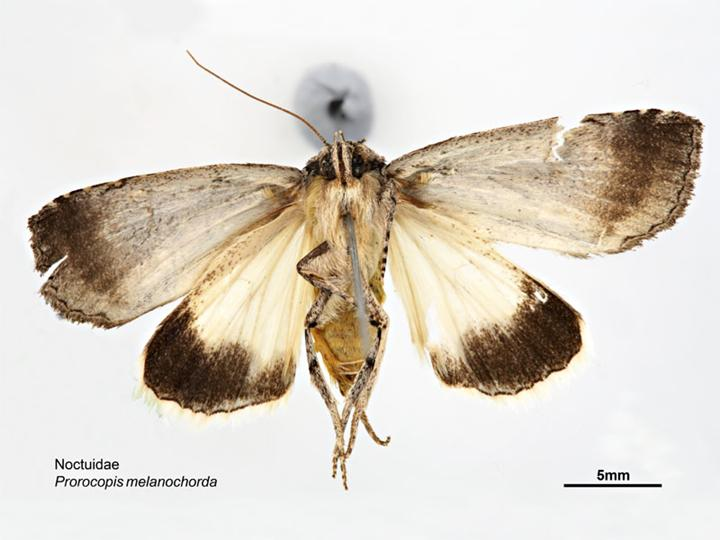